# Coon 2: Hindsight
«Coon 2: Hindsight» (originalmente titulado «The Coon 2: Rise of Captain Hindsight»; llamado en Hispanoamérica y en España «Coon 2: A Posteriori» o «El Mapache 2: A Posteriori») es el undécimo episodio de la decimocuarta temporada de la serie de televisión animada South Park, y el episodio N° 206 de la serie en general. Se trata de una secuela del episodio de la temporada 13 «The Coon», y es la primera parte de una trilogía.
En el episodio, el Coon (Cartman) tiene un equipo de lucha contra el crimen (alter ego de otros personajes regulares, a pesar de la identidad de algunos de ellos se quedan sin resolver hasta los episodios posteriores). Ellos están listos para tomar su lugar entre los superhéroes más admirados y queridos del mundo. Pero para disgusto del Coon, alguien más viene. Todos miran a otro héroe para superar la catástrofe de BP y la disidencia que se desarrolla dentro de las filas de «Coon y Amigos». El Coon no coopera y es echado del equipo.
El episodio se estrenó el 27 de octubre de 2010 en Comedy Central y fue escrito y dirigido por el cocreador de la serie Trey Parker.

## Trama
El alter ego de Cartman, Coon, ahora es líder de un equipo completo de lucha contra el crimen, junto a sus compañeros Mysterion, Toolshed, Iron Maiden, Tupperwear, Mosquito, Mint Berry Crunch y Human Kite. Sin embargo, la intención principal de Coon es tener toda la gloria para él mismo. Al saber acerca del incendio de un edificio, la mamá de Cartman lleva al equipo de superhéroes al lugar de los hechos después que Coon la convenció de llevarlos. Antes de que puedan tomar las medidas para apagar el incendio, el Capitán Hindsight, un héroe de renombre, llega al hotel en llamas, diciéndoles que debieron tomarse las medidas de seguridad y recibió las ovaciones de la gente, que estaba feliz de que el Capitán Hindsight haya "resuelto" el problema aunque haya abandonado rápidamente el edificio mientras este seguía ardiendo, dejando a catorce personas quemándose vivas dentro del departamento. Coon concluye que el Capitán Hindsight debe unirse a su equipo con el fin de recuperar su antigua gloria. Después que el capitán Hindsight rechazó su oferta de reclutamiento, Coon planea chantajearlo para que su cara aparezca modificada en Photoshop con el cuerpo de un indigente teniendo relaciones sexuales con "Courtney Love" (quien en realidad es Butters Stotch, alias Profesor Caos).
Mientras tanto, un buque de BP realiza una nueva perforación en el Golfo de México y provoca una fuga accidental de petróleo en una zona protegida, lo que lleva a uno de los tripulantes a exclamar: "¡Oh, no me digas que lo hicimos de nuevo!" como referencia al derrame de petróleo de Deepwater Horizon. A medida que comienzan a tratar de arreglar su percance, el CEO de la compañía, Tony Hayward, inmediatamente emite una campaña de "lo siento" como manera de evitar reacciones negativas del público, cambiando el nombre de "Más allá del petróleo" a "Petróleo de confianza" (DP), y además de la campaña, se anuncia que "ya no nos follamos a la Tierra, sino la penetramos el doble". En una reunión de Coon y amigos, Coon afirma explícitamente que no le importan los damnificados por el derrame de DP, dando prioridad a sus planes de chantajear al capitán Hindsight. Como el resto no está de acuerdo con los intereses de Coon, Mosquito decide preparar galletas para recaudar fondos con el fin de ayudar a las personas afectadas por la crisis de DP y apoyan  su idea, excepto el Coon, que ataca brutalmente a Mosquito y Mintberry Crunch (como referencia a la película La naranja mecánica porque está obligado de seguir una idea que ganó por mayoría de votos.
Segunda perforación de DP En un intento por detener el derrame de petróleo accidental, una segunda perforación de DP abre una puerta a otra dimensión, haciendo que todo el golfo sea atacado por criaturas alienígenas gigantes. Hayward, después de otra campaña de "lo siento", determina que tendrán que perforar en la Luna con el fin de cambiar la fuerza gravitacional de la Tierra y mitigar las olas del océano, lo que les permitirá colocar un límite en la puerta de enlace. Por desgracia, en uno de sus intentos liberan a Cthulhu sin querer y el accidente obliga a Hayward a lanzar una tercera campaña de "lo siento". En ese momento, los superhéroes expulsan a Coon por decisión unánime porque no está de acuerdo con lo que quieren lograr, y su madre lo envía a su habitación por sus vulgaridades y haber golpeado a sus amigos. Después que expulsaron a Cartman, y como el capitán Hindsight estaba bastante devastado para hacer su trabajo, los superhéroes van a pelear contra Cthulhu y Coon tiene una postura egoísta diciendo que su equipo antiguo se unió al mal, buscando venganza.

## Identidades secretas

### Coon y Amigos
- El Coon (Eric Cartman) - En su primera aparición se daba a los monólogos interiores al estilo de numerosas películas de cómics en tonos oscuros, y con frecuencia desaparecía del medio de la conversación. Cuando viste su traje, la personalidad y la voz de "The Coon" adquieren un cariz valiente y oscuro. A pesar de que se lo echó en el episodio "Coon 2: Hindsight" por ser "un idiota", el grupo mantiene su nombre original para molestarlo.

- Mysterion (Kenny McCormick) - A diferencia de la mayoría de los miembros de Coon y amigos, él en realidad tiene una superpoder: no puede permanecer muerto después de ser asesinado. Al igual que "The Coon", habla en un tono valiente y oscuro cuando viste su traje, como Batman. Sin embargo, muere incontables veces dolorosamente, y la incapacidad de sus amigos para recordar a sus muertes se le hace muy frustrante. En su ira, se pega un tiro en la cabeza para tratar de hacerles recordar. Al final no tuvo éxito.

- Toolshed (Stan Marsh) - Él ha tomado las herramientas de su papá para equiparse a sí mismo.

- Tupperware (Token Black) - Su traje está hecho de Tuppers.

- Iron Maiden (Timmy) - Su silla de ruedas está cubierta con una armadura de metal con cuchillas, al igual que el instrumento de tortura, pero con las cuchillas apuntando de adentro hacia afuera. Una parodia a la máscara de Craig Jones de Slipknot

- Mintberry Crunch (Bradley Biggle) - Una parodia de Two-Face por tener la mitad de un traje, que es criticado por el Coon. Él es el más ridículo, pero al final descubre que tiene algunas capacidades de gran alcance.

- Mosquito (Clyde Donovan) - Usa un traje con alas y una vuvuzela sobre su nariz para parecerse a los probóscide de un mosquito.

- The Human Kite (Kyle Broflovski) - Usa una cometa como un traje, similar al personaje Kite Man. Él es acosado con frecuencia por Eric Cartman como "The Human Kike" ("El Humano Judío").

### Enemigos
- Profesor Caos (Butters Stotch) - Afirma haber sido encerrado en el sótano de Cartman durante seis días, y ya ha empezado a romper con el personaje.

### Otros
- Capitán Hindsight (Jack Brolin) - Un experiodista que ha ganado el poder de la retrospección, a través de un extraño accidente que implica a una araña retroactiva (una referencia de Peter Parker, que se convirtió en Spider-Man a través de un accidente con una araña radioactiva y Hulk (Bruce Banner) que, a través de un accidente en una máquina similar a la que se muestra, desarrolla superpoderes).